# André Audinot
Pour les articles homonymes, voir Audinot.
 (juillet 2021).
Si vous disposez d'ouvrages ou d'articles de référence ou si vous connaissez des sites web de qualité traitant du thème abordé ici, merci de compléter l'article en donnant les références utiles à sa vérifiabilité et en les liant à la section « Notes et références ».
André Audinot est un homme politique français né le 23 septembre 1933 à Monchy-Lagache (Somme) et mort le 18 avril 1986 dans le 17e arrondissement de Paris.

## Biographie

### Un homme d'extraction modeste
André Audinot était le fils d’ouvriers agricoles de la Somme. Il fit ses études secondaires au lycée de Péronne puis suivit une formation en sciences économiques et sociales à la faculté de Paris puis à Munich. En 1956, il rejoignit une équipe de jeunes enseignants, la Coopération pédagogique qui avait créé une société d’édition scolaire, les Éditions Rossignol, dont il devint directeur commercial pour l’étranger. La société fut par la suite absorbée par les Éditions Hachette, en 1959.

### Un dirigeant du groupe de presse Hersant
À cette date, fort de son expérience, André Audinot intégra le groupe de presse que dirigeait Robert Hersant, fondateur de L'Auto-Journal et détenteur depuis 1953 de La Semaine du monde, racheté à Marcel Dassault en 1953. Robert Hersant venait d’acquérir des titres de presses du Poitou et du Sud-Ouest qu’il fusionna pour constituer Centre-Presse. Élu de l’Oise, le patron de presse régionale créa Oise Matin en 1957. 
André Audinot fut attaché à la direction des journaux régionaux du groupe avant de prendre la direction de l’imprimerie Offprint. En 1965, il gravit les échelons de la société en même temps qu’il gagnait la confiance de Robert Hersant, en devenant responsable des éditions étrangères. Quatre ans plus tard, il était directeur de la promotion du groupe. En 1970, André Audinot était nommé directeur délégué. À partir de 1975, il présida la société Presse normande du littoral et fut membre du conseil d’administration de Nord Éclair. Lorsque Robert Hersant entreprit le rachat des grands titres de la presse parisienne, André Audinot fut à la manœuvre. En 1975, il devint membre du conseil de surveillance du Figaro puis fut nommé président de la société de gestion en 1979. 
En 1976, André Audinot était le directeur général d’une société qui devenait le premier groupe de presse périodique de France. Il présida le conseil de surveillance du Figaro et en devint, en 1980, le directeur de la publication. Il entra au conseil de surveillance de la société du Dauphiné libéré rachetée par le groupe Hersant en 1983.

### Un homme politique

#### Dans le sillage d'Edgar Faure
André Audinot entra en politique en 1970 en adhérant au comité d’études le Nouveau contrat social, créé par Edgar Faure et dont Joseph Lanet, un ancien de l’Union démocratique et socialiste de la Résistance (UDSR), était alors secrétaire général. André Audinot fut membre de la commission exécutive du Comité. Cette structure avait pour vocation de rassembler des élus venus essentiellement du radicalisme mais aussi du Mouvement républicain populaire (MRP) ou de la Fédération de la gauche démocrate et socialiste (FGDS) autour de l’idée de « concertation » promue par Edgar Faure dès 1963 et, à partir de 1970, de jeter un pont vers le mouvement gaulliste. Robert Hersant, ancien député de la FGDS, s'était rapproché d’Edgar Faure dont il soutenait une éventuelle candidature à la présidence de la République en 1969. Suivant l’exemple de Robert Hersant député de l’Oise, André Audinot chercha à détenir un mandat électif.

#### Député de la majorité
Profitant du retrait du député sortant Émile Luciani, André Audinot se présentat à la députation dans la Cinquième circonscription de la Somme (Péronne). Il reçut l'investiture de l'Union des républicains de progrès (URP) qui réunissait l'ensemble des candidats de la majorité gaullo-centriste. Au premier tour, André Audinot obtint 14 788 voix soit 28,3 % des suffrages. Il remporta l'élection au second contre le candidat du Parti communiste, Jean Goubet, conseiller général du canton de Ham, arrivé en tête le 4 mars avec 15 227 voix. 
À l'Assemblée nationale, il s’inscrivit d'abord au groupe de l’Union centriste puis le quitta en juillet 1974 et devin « non inscrit ». Membre de la Commission des affaires culturelles, familiales et sociales il fut désigné pour être membre titulaire du Haut Conseil de l'audiovisuel et de la commission de contrôle et de gestion financière de l’Office de radiodiffusion-télévision française (ORTF). Durant son premier mandat, André Audinot fut l’auteur d’une proposition de loi tendant à porter amélioration du statut des veuves chefs de famille. Il intervint dans les débats, parfois avec vigueur.
Aux élections législatives de mars 1978, André Audinot obtint 48,9 % des suffrages soit 29 601 voix au premier tour et fut largement réélu au second avec 33 149 de voix (53,8%) contre le communiste Jean Goubet. En en 1980 il fut rapporteur de sa proposition de loi tendant à améliorer les conditions de vie des victimes d’accidents du travail, ce qui aboutit au vote de la loi du 7 janvier 1981 sur les accidents de travail, et les maladies professionnelles. La même année, André Audinot accédait au poste de président du Syndicat de la presse parisienne.

#### Député de l'opposition
En 1981, grâce à son implantation il fut réélu député de sa circonscription et fut le seul député de droite du département de la Somme battant le candidat socialiste Jean Blas, conseiller général du canton de Nesle. S'engagea alors pour lui un combat contre la gauche au pouvoir qui tentait de limiter la concentration de la presse française pour garantir le pluralisme. Or, le groupe Hersant avait racheté, L'Aurore et créé Le Figaro Magazine, en 1978. De plus en 1981, André Audinot entrait au conseil d’administration de l’Agence France-Presse. En 1982, André Audinot et Robert Hersant furent inculpés d’infraction aux ordonnances de 1944 sur la liberté de la presse, la levée de l’immunité parlementaire d'André Audinot fut même demandée, sans succès.
André Audinot s'engagea avec toute la droite parlementaire contre le projet de loi Savary sur l'enseignement. Il participa en janvier 1984, à Lille, à une manifestation contre ce projet. En 1985, il devint vice-président du Conseil régional de Picardie.
En 1986, il conduisit la liste de « l’Opposition unie » aux élections législatives qui obtint trois sièges sur les six à pourvoir. Il y eut alors à l'Assemblée nationale par moins de neuf députés liés de près ou de loin au groupe Hersant (Robert Hersant, élu dans l'Oise et son fils Jacques élu dans le Pas-de-Calais, André Audinot et son fils Gautier élu dans l'Isère, Alain Griotteray...)
Un mois plus tard, le 18 avril, André Audinot mourut subitement, victime d’une crise cardiaque, à 52 ans. Ce fut le centriste Pierre Claisse, vice-président du Conseil général de la Somme, qui lui succéda à l’Assemblée nationale.

## Mandats
- Député de la 5e circonscription de la Somme de 1973 à 1986.

| Législature       | Dates                         | Groupe parlementaire                                     |
| ----------------- | ----------------------------- | -------------------------------------------------------- |
| Ve législature    | 11 mars 1973 - 2 avril 1978   | Union centriste (1973-1974) puis Non inscrit (1974-1978) |
| VIe législature   | 19 mars 1978 - 22 mai 1981    | Non inscrit                                              |
| VIIe législature  | 21 juin 1981 - 1er avril 1986 | Non inscrit                                              |
| VIIIe législature | 16 mars 1986 - 18 avril 1986  | Non inscrit                                              |

## Ouvrages
- André Audinot, La Gangrène des libertés, Paris, S.A. SOCPRESSE, 1983.